# Desempenho dos países da América do Sul nos Jogos Olímpicos de Verão

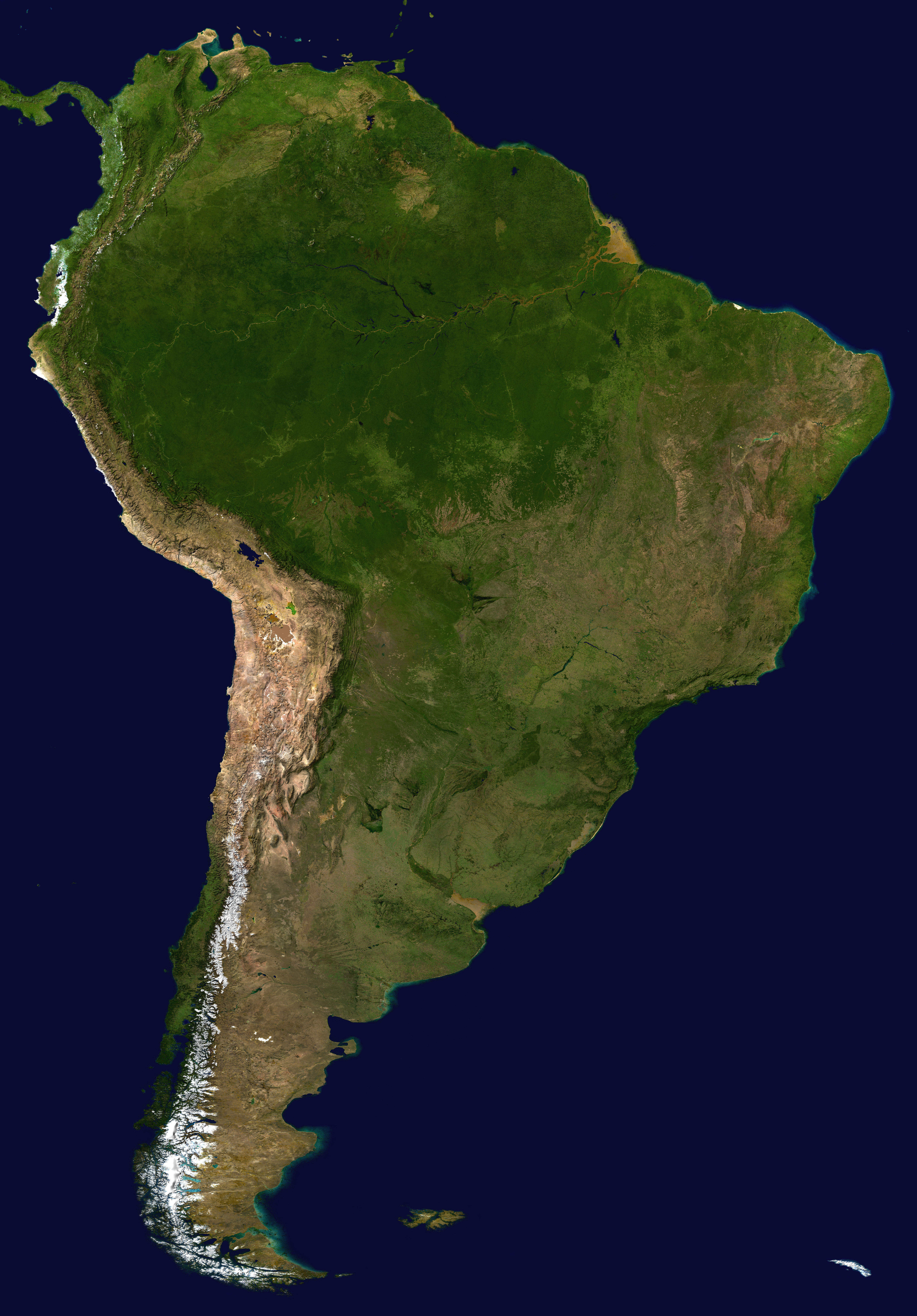
América do Sul

Este artigo traz um histórico do desempenho esportivo dos países da América do Sul nos Jogos Olímpicos de Verão. Por conta de a Guiana Francesa não ser considerada um país independente, mas sim um departamento ultramarino e região da França, e assim seus atletas defenderem as cores deste país europeu, não será computado aqui o desempenho desta localidade.
A Organização Desportiva Sul-Americana (ODESUR) é a associação dos comitês olímpicos nacionais dos países da América do Sul e tem como missão promover os objetivos e princípios do movimento olímpico.
A Argentina foi o único país da América Latina a fazer parte do primeiro Comitê Olímpico Internacional junto com outros 11 países. Já o atleta chileno Luis Subercaseaux (atletismo) participou dos Jogos Olímpicos de Atenas de 1896, sendo o primeiro atleta sul-americano a participar dos jogos olímpicos.
Dos 12 países sul-americanos, apenas a Bolívia não conquistou nenhuma medalha, seja ela de ouro, prata ou bronze. Além dela, Paraguai e Guiana são os dois outros países que não conquistaram a medalha de ouro.
No total, os países da América do Sul subiram 317 vezes ao pódio, tendo conquistado 76 ouros, 103 pratas e 138 bronzes. Com isso, caso defendessem uma única bandeira, a América do Sul ocuparia a 21ª posição do Quadro Histórico de Medalhas dos Jogos Olímpicos de Verão.
Até o final dos Jogos Olímpicos de Sydney, em 2000, a Argentina liderou o quadro de medalhas histórico dos países pertencentes a esta região do planeta. Já a partir dos Jogos seguintes, o Brasil tomou a dianteira e não a perdeu mais.
O Brasil foi o único país da América do Sul a sediar uma Olimpíada, em 2016. Neste Jogos, os países da América do Sul tiveram o melhor desempenho, com treze medalhas de ouro, dez de prata e onze de bronze, totalizando 34 pódios.
Já a Argentina foi o primeiro país latino-americano a sediar os Jogos Olímpicos de Verão da Juventude, em 2018.

## Quadro de Medalhas Histórico
- Fonte:[5]

| Quadro Histórico de Medalhas Atualizado com os dados dos Jogos de 2024 |               |      |        |        |       |                               |
| Pos                                                                    | Países        | Gold | Silver | Bronze | Total | Posição no Quadro de Medalhas |
| 1                                                                      | BRA Brasil    | 40   | 49     | 81     | 170   | 32º                           |
| 2                                                                      | ARG Argentina | 22   | 27     | 31     | 80    | 42º                           |
| 3                                                                      | COL Colômbia  | 5    | 16     | 15     | 36    | 68º                           |
| 4                                                                      | VEN Venezuela | 4    | 7      | 10     | 21    | 73º                           |
| 5                                                                      | ECU Equador   | 4    | 4      | 2      | 10    | 81º                           |
| 6                                                                      | CHL Chile     | 3    | 8      | 4      | 15    | 87º                           |
| 7                                                                      | URY Uruguai   | 2    | 2      | 6      | 10    | 89º                           |
| 8                                                                      | PER Peru      | 1    | 3      | 1      | 5     | 96º                           |
| 9                                                                      | SUR Suriname  | 1    | 0      | 1      | 2     | 107º                          |
| 10                                                                     | PRY Paraguai  | 0    | 1      | 0      | 1     | 131º                          |
| 11                                                                     | GUY Guiana    | 0    | 0      | 1      | 1     | 146º                          |
| 12                                                                     | BOL Bolívia   | 0    | 0      | 0      | 0     | -                             |
| TOTAL                                                                  | TOTAL         | 82   | 117    | 152    | 351   |                               |

## Desempenho por Modalidade Esportiva
- Atualizado com os dados consolidados dos Jogos de 2024.

| #     | Modalidade           | Medalha de ouro | Medalha de prata | Medalha de bronze | Total de medalhas |
| ----- | -------------------- | --------------- | ---------------- | ----------------- | ----------------- |
| 1     | Boxe                 | 10              | 12               | 24                | 46                |
| 2     | Atletismo            | 10              | 15               | 13                | 38                |
| 3     | Vela                 | 8               | 8                | 14                | 30                |
| 4     | Futebol              | 6               | 9                | 3                 | 18                |
| 5     | Vôlei                | 5               | 5                | 5                 | 15                |
| 6     | Judô                 | 6               | 4                | 21                | 31                |
| 7     | Natação              | 4               | 5                | 14                | 23                |
| 8     | Voleibol de Praia    | 4               | 7                | 3                 | 14                |
| 9     | Ciclismo             | 4               | 4                | 3                 | 11                |
| 10    | Tiro                 | 3               | 8                | 2                 | 13                |
| 11    | Halterofilismo       | 2               | 9                | 5                 | 16                |
| 12    | Tênis                | 2               | 3                | 5                 | 10                |
| 13    | Ginástica            | 3               | 6                | 2                 | 11                |
| 14    | Polo Aquático        | 2               | 0                | 0                 | 2                 |
| 15    | Hipismo              | 1               | 3                | 2                 | 6                 |
| 15    | Hóquei sobre a grama | 1               | 3                | 3                 | 7                 |
| 17    | Remo                 | 1               | 2                | 5                 | 8                 |
| 18    | Canoagem             | 1               | 3                | 1                 | 5                 |
| 19    | Basquete             | 1               | 1                | 7                 | 9                 |
| 20    | Taekwondo            | 1               | 0                | 5                 | 6                 |
| 21    | Surfe                | 1               | 1                | 1                 | 3                 |
| 21    | Esgrima              | 1               | 0                | 0                 | 1                 |
| 23    | Skate                | 0               | 3                | 2                 | 5                 |
| 24    | Lutas                | 0               | 2                | 2                 | 4                 |
| 25    | Pentatlo Moderno     | 0               | 0                | 1                 | 1                 |
| 25    | Rugby Sevens         | 0               | 0                | 1                 | 1                 |
| Total | Total                | 76              | 103              | 138               | 317               |

### Atletismo
Vários atletas sul-americanos se destacaram internacionalmente. O atleta chileno Luis Subercaseaux participou dos primeiros Jogos Olímpicos de 1896, sendo o primeiro atleta ibero-americano a competir nos Jogos Olímpicos.
Em Paris, 1924, o argentino Luis Brunetto tornou-se o primeiro atleta sul-maericano medalhista em provas de atletismo dos jogos Olímpicos, ao conquistar uma prata no salto em distância.
A argentina Noemí Simonetto foi a primeira mulher sul-americana a conquistar uma medalha neste esporte, conquistando a medalha de prata no salto em distância nas Olimpíadas de Londres de 1948.
Os atletas que conquistaram medalhas de ouro nos Jogos Olímpicos são os argentinos Juan Carlos Zabala e Delfo Cabrera, os brasileiros Adhemar Ferreira da Silva, Joaquim Cruz, Maurren Maggi e Thiago Braz, a colombiana Caterine Ibargüen e o equatoriano Jefferson Pérez. Atletas da Argentina, Brasil, Chile, Colômbia, Equador e Venezuela conquistaram medalhas olímpicas.

### Basquetebol
A Argentina conquistou a medalha de ouro uma vez, mais precisamente nos Jogos Olímpicos de Atenas em 2004, sendo a única seleção do mundo existente a ter essa medalha além dos Estados Unidos, já que a Iugoslávia e a União Soviética deixaram de existir. Em Pequim 2008, a Seleção Argentina conquistou a medalha de bronze. O Brasil conquistou a medalha de bronze três vezes e o Uruguai duas.

### Boxe
O boxe é muito popular na maioria dos países sul-americanos, com Brasil, Chile, Colômbia, Uruguai e Venezuela tendo atletas campeões mundiais.
Nos Jogos Olímpicos, boxeadores da Argentina, Venezuela, Brasil, Colômbia, Chile e Uruguai conquistaram medalhas olímpicas.
Destaque ainda para o guianense Michael Anthony, que conquistou a medalha de bronze no peso galo, em Moscou 1980.

### Ciclismo de estrada
Neste esporte, a colombia se destaca. Rigoberto Urán foi medalhista de prata nos Jogos Olímpicos de Londres 2012, um feito inédito para o ciclismo de estrada latino-americano.

### Esgrima
Na esgrima, a única medalha conquistada foi a do venezuelano Rubén Limardo, em 2012, quando se tornou campeão olímpico.

### Futebol
O futebol é, de longe, o esporte mais popular na América do Sul. Nos Jogos Olímpicos, Argentina, Brasil e Uruguai conquistaram a medalha de ouro, o Paraguai conquistou a medalha de prata e o Chile a medalha de bronze.
Das 15 medalhas masculinas conquistadas neste esporte, 10 vieram a partir da disputa dos Jogos de 1992, quando o torneio passou de sua "era amadora" (dominada pelos países soviéticos e do leste europeu) para um torneio sub-23.
Além dessas 15 medalhas, a América do Sul conquistou ainda mais 3 medalhas de prata no feminino, todas pelo Brasil.

### Hóquei sobre grama
A Argentina é a potência indiscutível em todo o continente americano, especialmente no ramo feminino. Las Leonas, como é conhecida a seleção feminina argentina, ganharam medalhas em quatro jogos consecutivos (Sydney 2000, Atenas 2004, Pequim 2008 e Londres 2012).

### Natação
Na natação, destacam-se os atletas da Argentina e do Brasil.
Alberto Zorrilla, dos 400 metros nado livre, foi o primeiro sul-americano campeão olímpico de natação, ao conquistar a medalha de ouro nos Jogos Olímpicos de 1928 em Amsterdam.
Ao Suriname coube ao herói esportivo nacional as suas medalhas, o nadador Anthony Nesty. A conquistar a medalha de ouro nos Jogos Olímpicos de 1988, Nesty se tornou o primeiro homem negro campeão olímpico em qualquer evento da natação.

### Polo Aquático
A Argentina é a potência máxima do mundo neste esporte. Além das duas medalhas de ouro nos Jogos Olímpicos e dos cinco títulos no Mundial, possui a liga mais importante do mundo e cujos campeonatos são os de maior prestígio em termos de handicap.

### Tenis
Vários tenistas sul-americanos se destacaram no mundo. O chileno Marcelo Ríos e o brasileiro Gustavo Kuerten alcançaram a primeira posição no ranking da ATP. Já o argentino Guillermo Vilas chegou a ser segundo.
Por conta disso, a América do Sul conquistou algumas medalhas olímpicas neste esporte: o Chile tem duas medalhas de ouro, uma de prata e uma de bronze e a Argentina com duas de prata e três de bronze. Por fim, o Brasil, com 1 medalha de Bronze.

### Volei
No voleibol, os países sul-americanos que se destacam internacionalmente são: Brasil (ambas as filiais), Argentina (masculino) e Peru (feminino).
A Seleção Brasileira masculina conquistou três medalhas de ouro nos Jogos Olímpicos, enquanto a Seleção Brasileira Feminina conquistou por duas vezes a medalha de ouro.
A seleção peruana feminina conquistou uma medalha de prata e a argentina masculina conquistou por duas vezes a medalha de bronze nos Jogos Olímpicos, ambas derrotando a Seleção Brasileira na disputa pelo terceiro lugar.